# Evan Daugherty
Evan Daugherty là một nhà biên kịch người Mỹ. Anh viết kịch bản cho bộ phim Killing Season, Snow White and the Huntsman, và bộ phim chuyển thể từ tiểu thuyết Divergent.

## Sự nghiệp
Evan Daugherty viết kịch bản cho bộ phim Shrapnel vào năm 2008, bộ phim sau đó đã được sản xuất dưới cái tên Killing Season, sau khi nhận được khá nhiều lời khen ngợi. Phần kịch bản này đã đứng đầu cuộc thi Script Pipeline năm 2008 và xuất hiện trong Black List của năm 2008, một danh sách các kịch bản đã sẵn sàng để sản xuất bởi các cá nhân nhưng chưa được thực hiện. Anh cũng biên kịch, đạo diễn, và biên tập cho bộ phim ngắn Rusty Forkblade.

## Danh sách phim điện ảnh
| Năm  | Tên                          | Vai trò                          | Ghi chú                     |
| ---- | ---------------------------- | -------------------------------- | --------------------------- |
| 2006 | Rusty Forkblade              | Biên kịch, đạo diễn, và biên tập | Bronze Medal for Excellence |
| 2012 | Snow White and the Huntsman  | Biên kịch                        |                             |
| 2013 | Killing Season               | Biên kịch                        |                             |
| 2014 | Divergent                    | Biên kịch                        | với Vanessa Taylor          |
| 2014 | Teenage Mutant Ninja Turtles | Biên kịch                        | [ 6 ]                       |